# Antocha (Antocha) setigera
Antocha (Antocha) setigera is een tweevleugelige uit de familie steltmuggen (Limoniidae). De soort komt voor in het Palearctisch gebied.